# Trương Quỳnh Anh
Đặng Trương Quỳnh Anh (sinh ngày 12 tháng 1 năm 1989), thường được biết đến với nghệ danh Trương Quỳnh Anh, là một nữ ca sĩ kiêm diễn viên người Việt Nam.

## Đời tư
Năm 2011, Tim và Trương Quỳnh Anh gặp nhau và cùng diễn xuất phim Bóng ma học đường. Năm 2012, Họ kết hôn nhưng không tổ chức đám cưới và có bé trai tên là Cát An. Dù đã kết hôn nhưng họ cũng vẫn không nhận được tình cảm và sự chấp thuận từ gia đình cô. Khi trở thành mẹ, Trương Quỳnh Anh lui vào hậu trường để chăm sóc cho gia đình.
Năm 2017, Trương Quỳnh Anh xuất hiện hình ảnh thân mật với diễn viên Bình Minh. Đến năm 2018, Trương Quỳnh Anh và Tim xác nhận ly hôn, nhưng tuyên bố vẫn sống chung nhà để tiện việc chăm sóc con.
Năm 2021, cô dẫn chương trình Ông bố hoàn hảo cùng với Đại Nghĩa.

## MV

### Chính mình
- Thiên Đường Yêu (2009)
- Không Thuộc Về Em (2009)
- Vô tâm (2009)
- Nước mắt vô nghĩa (2010)
- Mưa Ơi Thôi Đừng Khóc (2010)
- Họa tâm (2010)
- Thế Nhé Anh (2010)
- Nỗi đâu (2011)
- Đừng dối em (2011)
- Kí Ức Buồn (2011)
- Mong Manh (2012)
- Happy Family (2012)
- Không Còn Anh Nữa (2013)
- Tiếng Chuông Gió (2013)
- Hãy Bước Qua Nhau (2014)
- Đã Bao Giờ Yêu (2014)
- Có hẹn cùng hạnh phúc (2015)
- My rules – Luật của em (2016)
- Ta là tất cả của nhau (2016)
- Họa Tình (2017)
- Giấc Mơ Của Kẻ Khờ (2018)
- Dành Cả Thanh Xuân Cho Một Người (2019)
- Yêu mình anh (2022)

### Nghệ sĩ khác
| Năm  | Tựa              | Ca sĩ          |
| ---- | ---------------- | -------------- |
| 2008 | Hiểu lầm         | Vân Quang Long |
| 2008 | Lật đật          | Vân Quang Long |
| 2008 | Mưa sao băng     | Ngô Kiến Huy   |
| 2022 | Em đâu biết được | Chi Dân        |

## Nhạc phim
- Hoa dại (Nhạc phim "Một ngày không có em")
- Ánh sao buồn (Nhạc phim "Sau ánh hào quang")
- Hoàng hôn ấm áp (Nhạc phim "Hoàng hôn ấm áp")
- Nhạc phim Cưới Chồng Cho Vợ
- Thế giới cô đơn ( Nhạc phim" Bánh mì ông Màu phần 2")  song ca với Lê Hữu Nhân

## Album đã phát hành
- 2009: Đơn côi - Phía sau nụ cười (Vol 1)
- 2010: Xoá trắng - Nỗi đau (Vol 2)

## Phim tham gia

### Phim truyền hình
| Năm  | Tựa Phim                 | Vai diễn               | Đạo diễn          |
| ---- | ------------------------ | ---------------------- | ----------------- |
| 2006 | Chuyện tình yêu          | Huyền Anh              | Xuân Phước        |
| 2007 | Sóng gió cuộc đời        | Lan                    | Châu Huế          |
| 2007 | Cái bóng bên chồng       | Yên                    | Xuân Phước        |
| 2007 | Ký túc xá                | Thúy Kiều              | Châu Huế          |
| 2008 | Một ngày không có em     | My                     | Nguyễn Danh Dũng  |
| 2008 | Truy tìm dấu vết         | Nga                    | Xuân Cường        |
| 2008 | Cuộc chiến hoa hồng      | Phương Linh            | Đinh Đức Liêm     |
| 2009 | Cầu vồng đơn sắc         | Kỳ Lâm                 | Quốc Thịnh        |
| 2009 | Tình án                  | Bảng                   | Võ Việt Hùng      |
| 2009 | Taxi                     | Lan                    | Phạm Ngọc Châu    |
| 2009 | Đồng hồ cát              | Giếng Tiên             | Xuân Phước        |
| 2009 | Trang tỷ phú             | Linh Huỳnh             | Đinh Đức Liêm     |
| 2011 | Lốc xoáy tình đời        | Trâm Anh               | Nguyễn Quang Minh |
| 2011 | Lặng lẽ yêu em           | Bảo Ngân               | Đặng Lưu Việt Bảo |
| 2011 | Giải mã tình anh         | Ngọc Vi                | Xuân Cường        |
| 2014 | Vitamin tình yêu         | Hà Thanh               | Lê Bảo Trung      |
| 2014 | Săn vàng                 | Thoại Khanh            | Bùi Cường         |
| 2014 | Tình cù lần              | Huỳnh Giao             | Lý Khắc Lynh      |
| 2014 | Tôi yêu cô đơn           | Trang Anh              | Nguyễn Minh Cao   |
| 2014 | Hạnh phúc của người khác | Linh                   | Đinh Đức Liêm     |
| 2015 | Đêm giao thừa ấm áp      | Thiên Di               | Lê Bảo Trung      |
| 2015 | Thề không gục ngã        | Huệ Mẫn                | Nguyễn Minh Cao   |
| 2015 | Hạnh phúc bất tận        | Thuý                   | Huỳnh Ngọc Điền   |
| 2016 | Cưới chồng cho vợ        | Kiều                   | Lê Lộc            |
| 2018 | Lạc giữa rừng hoa        | Thủy Tiên              | Đặng Minh Quốc    |
| 2018 | Lần đầu làm mẹ           | Dung                   | Huỳnh Vinh        |
| 2019 | Thả lưới bắt em          | Sao                    | Quyền Lộc         |
| 2020 | Đường về có nhau         | Nguyệt Lam             | Văn Công Viễn     |
| 2020 | Trói buộc yêu thương     | Hà Phương / Mai Phương | Lê Hùng Phương    |
| 2021 | Bánh mì ông Màu (phần 2) | Kim Chi                | Nguyễn Quang Minh |
| 2021 | Thả lưới bắt em (phần 2) | Sao                    | Huỳnh Vinh        |
| 2022 | Lớp học đại ca           | Vy                     | Phạm Tuân         |
| 2023 | Tình yêu ngang qua       |                        |                   |

### Phim điện ảnh
| Năm  | Tựa Phim          | Vai diễn    | Đạo diễn           |
| ---- | ----------------- | ----------- | ------------------ |
| 2011 | Bóng ma học đường | Thiên Kim   | Lê Bảo Trung       |
| 2013 | Đại náo học đường | An          | Lê Bảo Trung       |
| 2015 | Bảo mẫu siêu quậy | Yến         | Lê Bảo Trung       |
| 2016 | Nữ đại gia        | Nhi         | Lê Văn Kiệt        |
| 2017 | Linh duyên        | Thư         | Nguyễn Duy Võ Ngọc |
| 2019 | Pháp Sư Mù        | mẹ Tinh Lâm | Lý Minh Thắng      |

### Web Series
| Năm  | Tựa Phim              | Đạo diễn    |
| ---- | --------------------- | ----------- |
| 2015 | Có hẹn cùng hạnh phúc | Khương Vũ   |
| 2023 | Siêu trợ lý           | Giang Thanh |
| 2024 | Tết miền Quê          | Giang Thanh |

### Chương trình
| Năm  | Chương trình         |
| ---- | -------------------- |
| 2022 | Thử thách trốn thoát |
| 2023 | Ai là triệu phú      |
| 2024 | Đấu trường âm nhạc   |

## Giải thưởng
- Sao Việt Toàn Năng[13]
- Giải thưởng ngôi sao xanh 2015 - Hạng mục Nữ diễn viên truyền hình được yêu thích nhất.